# 雲加鳥屬
雲加鳥（學名Yungavolucris）是一屬反鳥亞綱鳥類。其下只有Y. brevipedalis一個物種，生存於白堊紀晚期馬斯垂克階。其化石是在阿根廷發現。
由於雲加鳥的遺骸只發現了6個跗蹠骨，當中只有1個接近完整，故對其所知甚少。此跗蹠骨非常扁平，下端也很闊．長約4厘米。估計它們應像一隻大的烏鶇。雲加鳥的腳短而闊，背蹠扁平，腳掌不成比例地闊及向外指。由此推斷，它們在地上行走時像查理·卓別林，故有可能更為適合游泳或在樹上站立。
雲加鳥是較先進的反鳥亞綱。雖然有時被認為較接近鳥龍鳥，但由於沒有鳥龍鳥科向後伸的滑車，所以此說法可能性較低。再者，鳥龍鳥科多是較大型的肉食性動物，以雲加鳥細小的體型及幾可肯定不會獵殺脊椎動物的食物，此分類的可能性就更低。
雲加鳥的遺骸有很奇特的獨有衍徵，其分類位置及近親很難確定。它們似乎較為接近勒庫鳥。另一方面，由於昆卡鳥較為接近鳥龍鳥科而疏於雲加鳥或勒庫鳥，故雲加鳥接近鳥龍鳥的說法更不可能。